# تحكم بالوصول
التحكم في النفاذ أو التحكم بالوصول (بالإنجليزية: Access control)‏ تشير إلى تطبيق قواعد تحكم من يستطيع استعمال موارد معينة. تتولى هذه المهمة جهة ذات سلطة في كثير من الأحيان. الموارد يمكن أن تكون بناية أو مجموعة من الأبنية أو نظام معلوماتي. و يمكن أيضا أن يعتبر المرحاض موردا في حال كان الدخول إليه يحتاج إلى وضع قطعة نقدية.